# Телемарк (скијање)
Телемарк је једна од техника која се користи у скијању. Отац те технике је Норвежанин Сондре Норхајм, који је  конструисао скијашки вез који је омогућио телемарк технику. Такав вез карактерише чињеница да пета није фиксирана за скију него јој је омогућено подизање од скије. Тако је у завоју унутрашња нога увек савијена у колену и та скија је помакнута иза доње (спољашње) скије па је самим тиме пета подигнута у ваздух.
Данас се ова техника не користи у такмичарском алпском скијању, али је користе такмичари у скијашким скоковима приликом доскока.